# Cheiracanthium itakeum
Cheiracanthium itakeum là một loài nhện trong họ Miturgidae.
Loài này thuộc chi Cheiracanthium. Cheiracanthium itakeum được Alberto Barrion & James A. Litsinger miêu tả năm 1995.